# Villa El Fachinal
Villa El Fachinal —también conocida como Villa Almirante Brown— es una localidad situada en el Departamento Colón, provincia de Córdoba, Argentina.

## Población
La localidad en sí cuenta con una población de 2,226 habitantes (Indec, 2001). Integra parte del aglomerado Villa El Fachinal - Parque Norte - Guiñazú Norte que a su vez integra el área metropolitana del Gran Córdoba. En total cuenta con 4,939 habitantes (Indec, 2001) lo que representa un incremento del 36% frente a los 3,631 habitantes (Indec, 2001) del censo anterior.

### Sismicidad
La sismicidad de la región de Córdoba es frecuente y de intensidad baja, y un silencio sísmico de terremotos medios a graves cada 30 años en áreas aleatorias. Sus últimas expresiones se produjeron:
- 22 de septiembre de 1908 (116 años), a las 17.00 UTC-3, con 6,5 Richter, escala de Mercalli VII; ubicación 30°30′0″S 64°30′0″O / -30.50000, -64.50000; profundidad: 100 km; produjo daños en Deán Funes, Cruz del Eje y Soto, provincia de Córdoba, y en el sur de las provincias de Santiago del Estero, La Rioja y Catamarca[3]

- 16 de enero de 1947 (78 años), a las 2.37 UTC-3, con una magnitud aproximadamente de 5,5 en la escala de Richter (terremoto de Córdoba de 1947)[2]

- 28 de marzo de 1955 (69 años), a las 6.20 UTC-3 con 6,9 Richter: además de la gravedad física del fenómeno se unió el desconocimiento absoluto de la población a estos eventos recurrentes (terremoto de Villa Giardino de 1955)

- 7 de septiembre de 2004 (20 años), a las 8.53 UTC-3 con 4,1 Richter

- 25 de diciembre de 2009 (15 años), a las 21.42 UTC-3 con 4,0 Richter